# Flourensia resinosa
Flourensia resinosa là một loài thực vật có hoa trong họ Cúc. Loài này được (Brandegee) S.F.Blake mô tả khoa học đầu tiên năm 1913.